# Orio Scaduto
Orio Scaduto (Bagheria, 4 luglio 1966) è un attore italiano.

## Biografia
Nato a Bagheria, Orio Scaduto ha iniziato a recitare in teatro; ha poi partecipato a varie fiction e film; è stato tra i protagonisti di Agrodolce, prima soap opera prodotta in Sicilia, dove ha interpretato il personaggio di Turi Granata.

## Filmografia

### Cinema
- Tu ridi, regia di Paolo Taviani e Vittorio Taviani (1998)
- La fame e la sete, regia di Antonio Albanese (1999)
- I cento passi, regia di Marco Tullio Giordana (2000)
- Malèna, regia di Giuseppe Tornatore (2000)
- Gangs of New York, regia di Martin Scorsese (2002)
- Baarìa, regia di Giuseppe Tornatore (2009)
- Pagate Fratelli, regia di Salvo Bonafinni (2012)
- Andiamo a quel paese, regia di Ficarra e Picone (2014)
- Nessuno come noi, regia di Volfango De Biasi (2018)

### Televisione
- Brancaccio, regia di Gianfranco Albano – miniserie TV (2001)
- Distretto di Polizia – serie TV, episodio 6x17 (2006)
- La buona battaglia - Don Pietro Pappagallo, regia di Gianfranco Albano – miniserie TV (2006)
- Giovanni Falcone - L'uomo che sfidò Cosa Nostra, regia di Andrea Frazzi e Antonio Frazzi – miniserie TV (2006)
- Il capo dei capi, regia di Enzo Monteleone e Alexis Sweet – miniserie TV (2007)
- L'ultimo padrino, regia di Marco Risi – miniserie TV (2008)
- Agrodolce – soap opera (2008-2009)
- Squadra antimafia - Palermo oggi – serie TV, episodi 2x01-2x05 (2010)
- Il giudice meschino, regia di Carlo Carlei – miniserie TV (2014)
- Il giovane Montalbano – serie TV, episodio 2x03 (2015)
- La mafia uccide solo d'estate – serie TV, 4 episodi (2016-2018)
- I bastardi di Pizzofalcone – serie TV, 4 episodi (2017-2018)
- Provaci ancora prof! 7 – serie TV (2017)
- La stagione della caccia - C'era una volta Vigata, regia di Roan Johnson – film TV (2019)
- Anna, regia di Niccolò Ammaniti – miniserie TV, puntata 4 (2021)
- Il nostro generale – serie TV (2023)
- Maria Corleone – serie TV, 7 episodi (2023-2025)
- Màkari – serie TV, episodio 3x02 (2024)